# Tellus Radio
Tellus Radio var en lokalradiostation i Oslo med omnejd och Norges första radiostation för minoritetsspråken. Tellus Radio grundades 1982 som Radio Immigranten av Immigrantenkollektivet (numera Antirasistisk Senter). Radiostationen sände på FM 99,3 och programutbudet varierade på 8 olika språk. Radion kunde även streamas på Internet. 
Tellus Radio var politiskt oberoende. Dess programutbud utgjordes främst av kultur, som litteratur, konst, poesi, radioteater, subkulturer och musik. Stationen arbetade för ökad medvetenhet hos de minoritetsspråkiga och för att stärka banden mellan majoritetsbefolkningen och minoritetsbefolkningen. Radion bjöd kontinuerligt in konstnärer och kulturpersonligheter till studion för att diskutera allt som rör den mångkulturella aspekten av livet i Oslo med omnejd. Radiosändningarna omfattade över 50 timmar i veckan och arbetet genomfördes av över 70 volontärer.
1 januari 2008 lades Tellus Radio ned på grund av ekonomiska svårigheter.